# 44694 Aprilhinton
44694 Aprilhinton è un asteroide della fascia principale. Scoperto nel 1999, presenta un'orbita caratterizzata da un semiasse maggiore pari a 2,198679 UA e da un'eccentricità di 0,080408, inclinata di 4,968729° rispetto all'eclittica. Ha un periodo di rotazione di 2,87 ore.